# داریو فرناندز
داریو فرناندز (انگلیسی: Darío Fernández؛ زادهٔ ۲۴ سپتامبر ۱۹۷۸) بازیکن فوتبال اهل آرژانتین است.
از باشگاه‌هایی که در آن بازی کرده‌است می‌توان به باشگاه فوتبال گودوی کروز، باشگاه فوتبال پانیونیوس، باشگاه فوتبال آریس سالونیک، و باشگاه فوتبال بیتار اورشلیم اشاره کرد.